# Georg Erast Tschernembl
Georg Erast Tschernembl, též Georg Erasmus von Tschernembl či Jiří Erasmus Černembl (26. ledna 1567, Schwertberg – 18. listopadu 1626, Ženeva) byl rakouský kalvínský politický myslitel a vůdce hornorakouských stavů.
Zasloužil se o přistoupení hornorakouských stavů k České konfederaci v srpnu 1619.
Jeho nejvýznamnějším státovědným spisem je De resistentia subditorum (O odporu poddaných) z roku 1600, ovlivněný díly monarchomachů.